# Hippodrome de Mortagne-au-Perche
 (avril 2025).
Si vous disposez d'ouvrages ou d'articles de référence ou si vous connaissez des sites web de qualité traitant du thème abordé ici, merci de compléter l'article en donnant les références utiles à sa vérifiabilité et en les liant à la section « Notes et références ».
L'hippodrome de Mortagne-au-Perche est situé à Mortagne-au-Perche, département de l'Orne. 

## Description
L'ensemble est composé de trois tribunes en bois, décorées de frises sculptées avec épis de faîtage en plomb : une tribune d'honneur et deux tribunes latérales.

## Histoire
Créé sur décision de Napoléon III en 1862, les tribunes sont datées du début du XXe siècle.
Les élévations et les toitures des trois tribunes sont inscrites au titre des monuments historiques depuis le 23 décembre 1996.

## Images

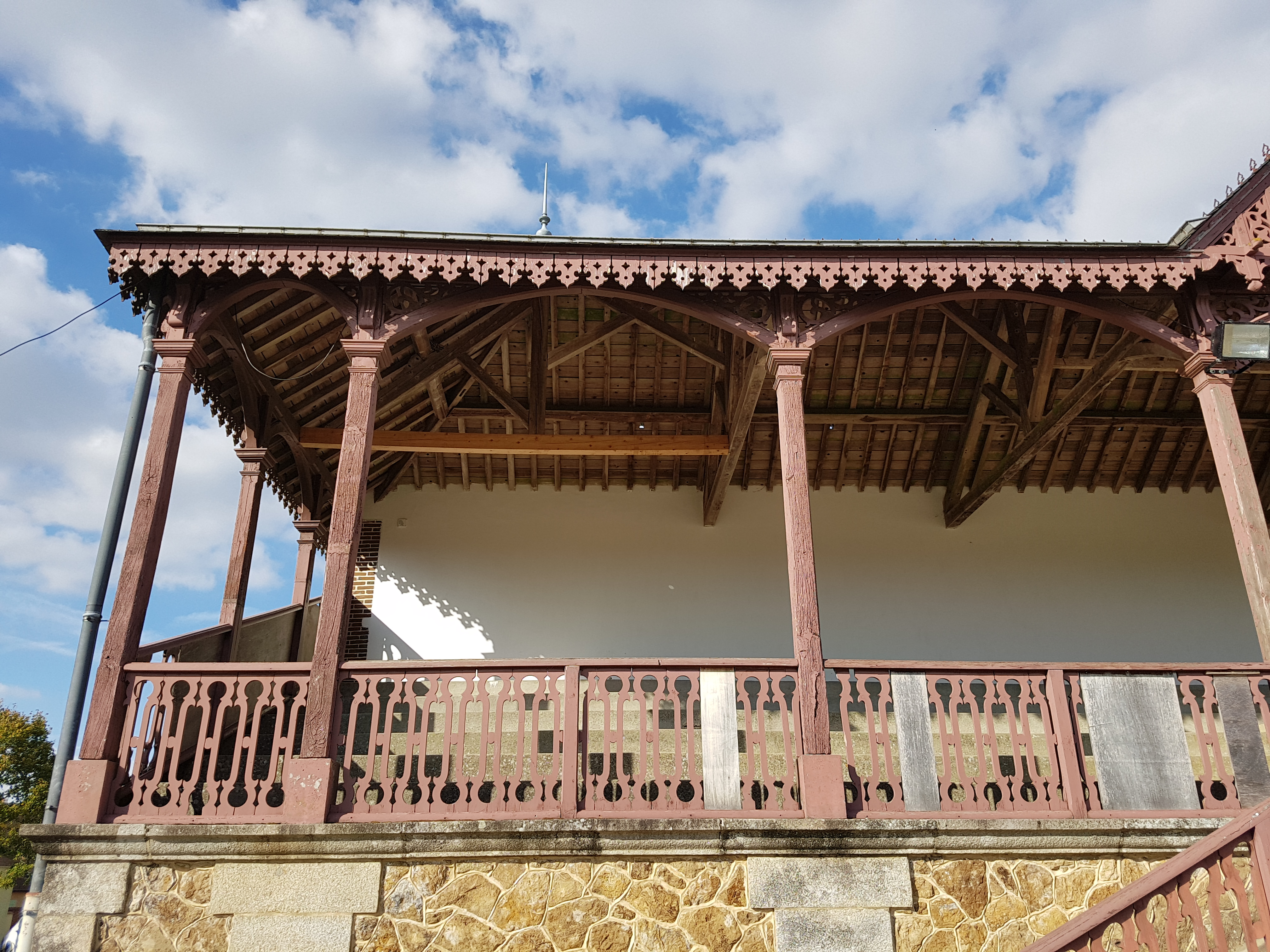
Vue de la charpente d'une tribune
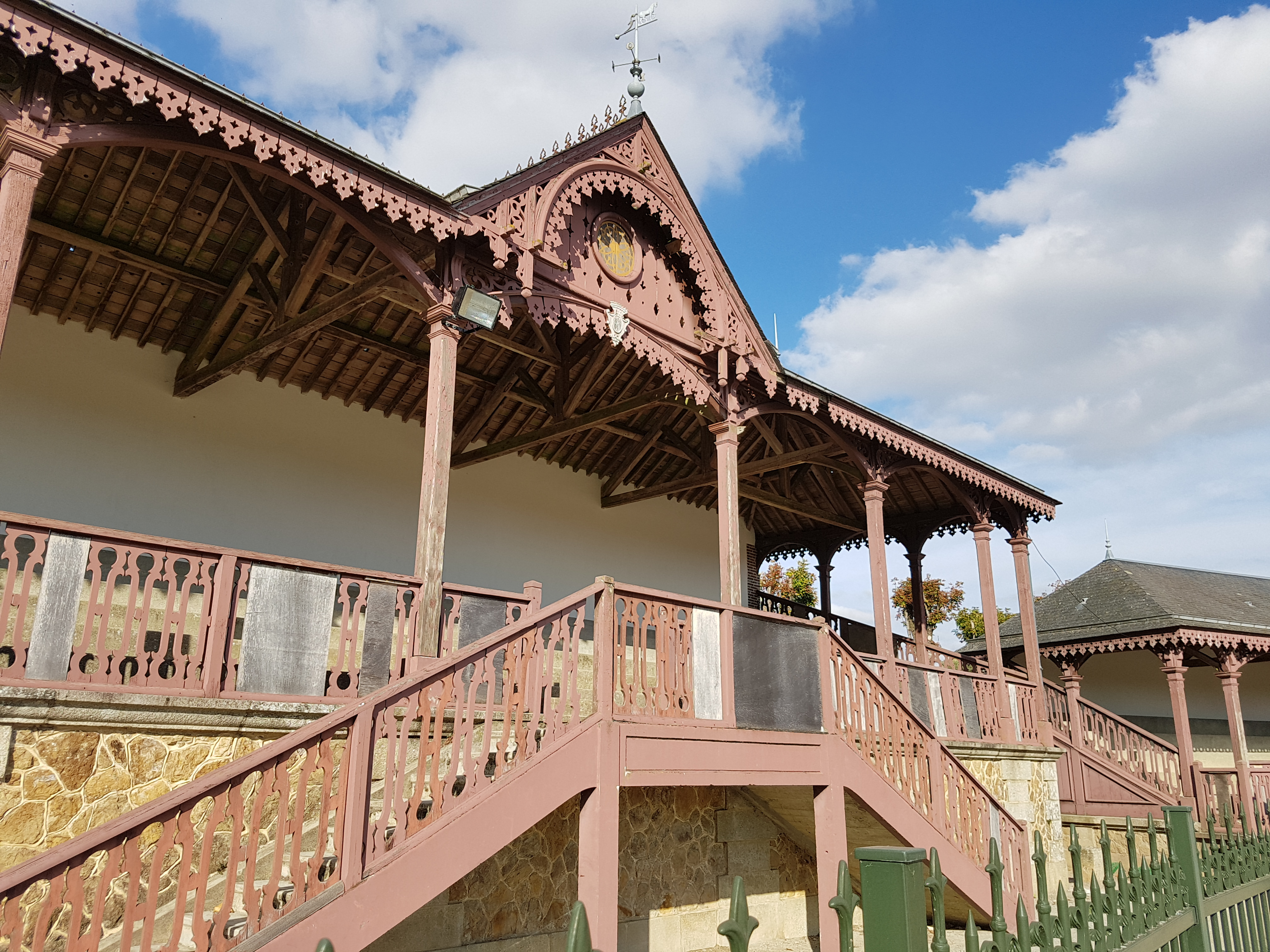
Fronton de la tribune d'honneur
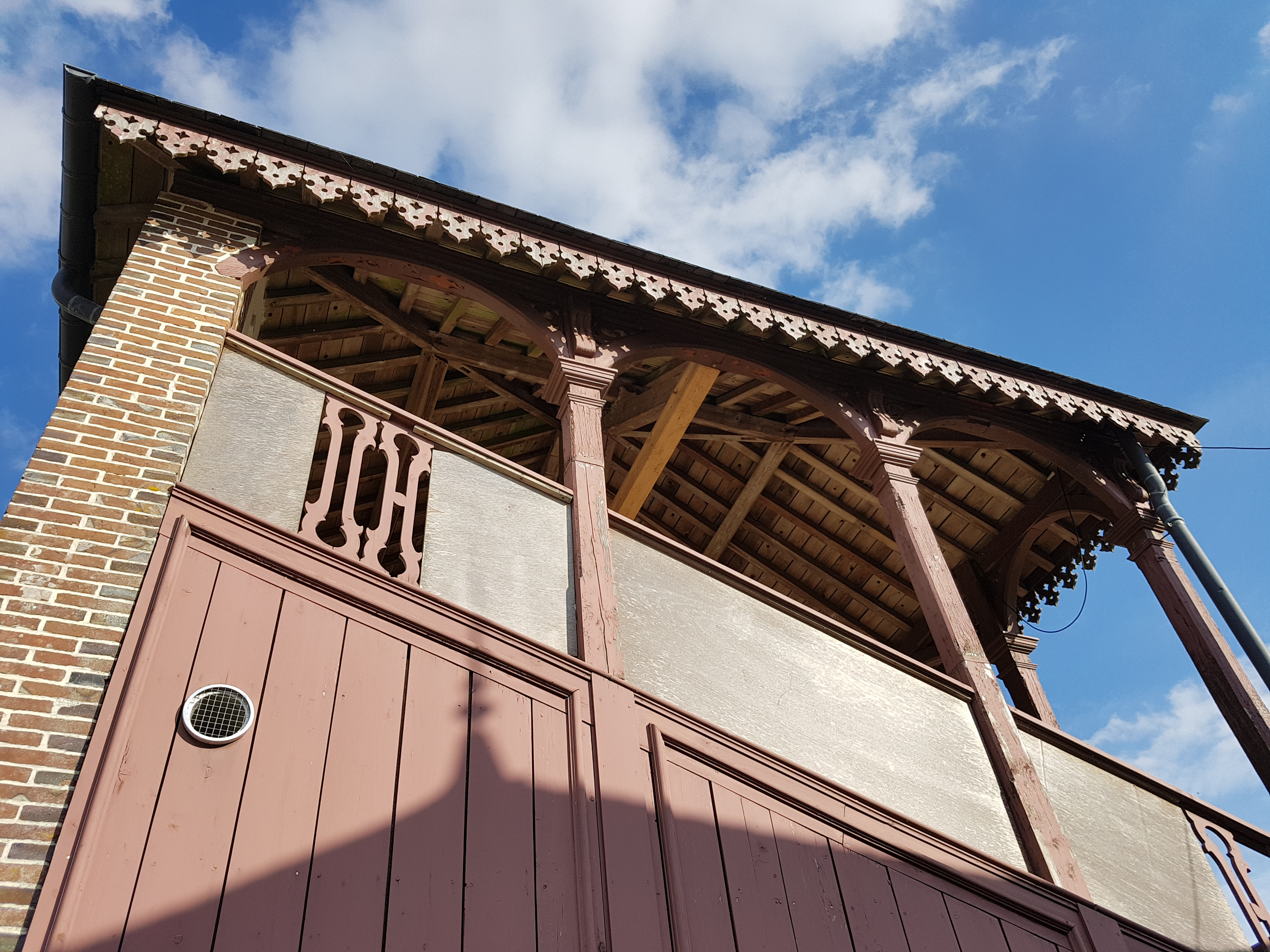
Côté de la tribune d'honneur
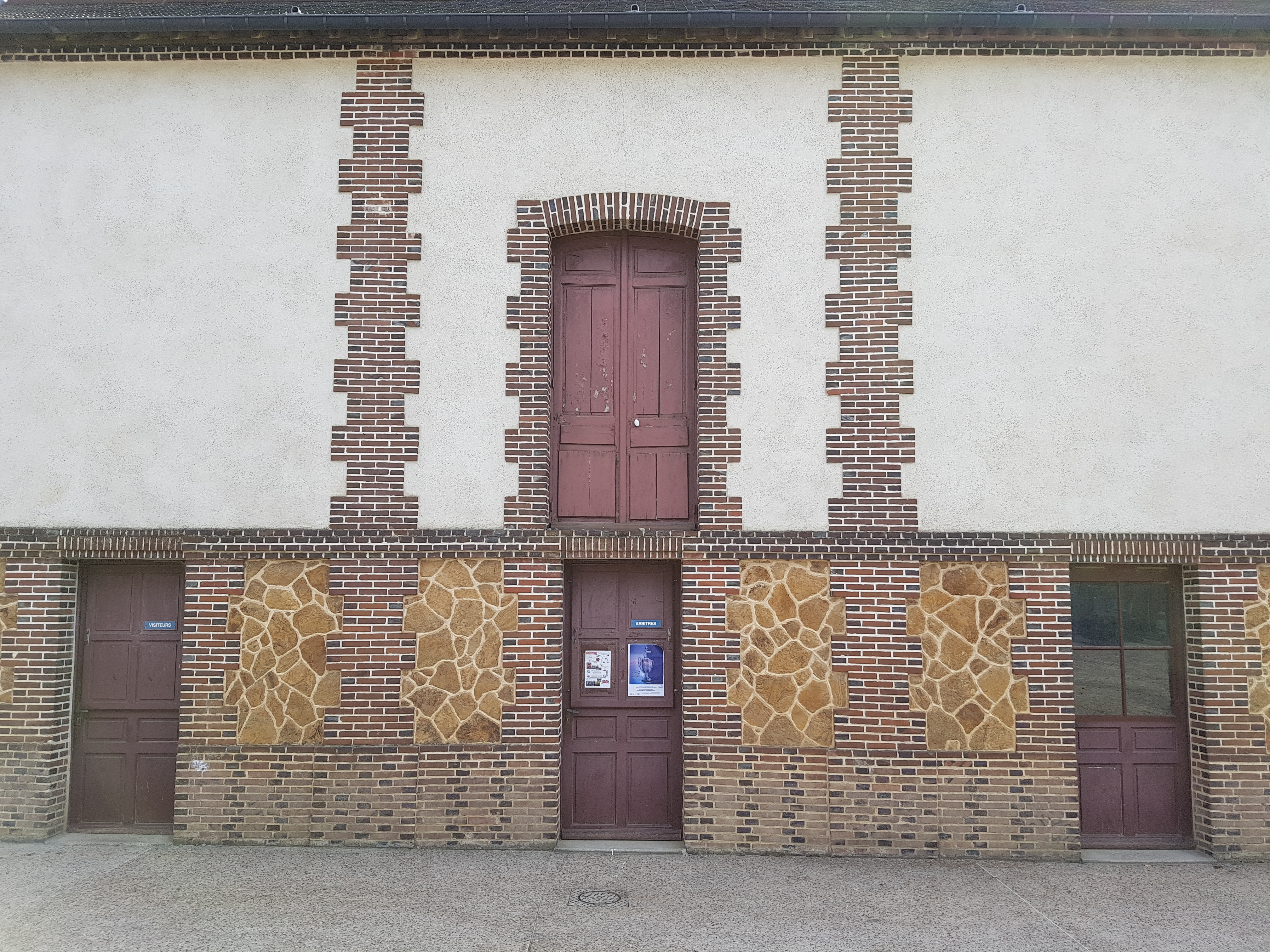
Arrière de la tribune d'honneur